# Tino Tabak
Tino Tabak (Egmond aan Zee, 6 de mayo de 1946) fue un ciclista neerlandès, que fue profesional entre 1971 y 1978. Su principal éxito fue la victoria en el Campeón de los Países Bajos en ruta. En 1970 consiguió la medalla de bronce en los Campeonato del mundo en ruta en la modalidad de contrarreloj por equipos.

## Palmarés
1965
- Tour de Southland

1966
- Tour de Southland

1967
- Tour de Southland

1970
- Vuelta a Holanda Septentrional

1972
- Campeón de los Países Bajos en ruta
- Circuito de las Ardenas Flamencas - Ichtegem
- 1 etapa en la Semana Catalana
- Acht van Chaam

1974
- Omloop van het Waasland
- Ronde van Midden-Zeeland

1975
- Acht van Chaam

## Resultados en Grandes Vueltas y Campeonato del Mundo
| Carrera         | 1971 | 1972 | 1973 | 1974 | 1975 | 1976 |
| --------------- | ---- | ---- | ---- | ---- | ---- | ---- |
| Giro de Italia  | -    | -    | -    | -    | -    | -    |
| Tour de Francia | Ab.  | 18.º | Ab.  | -    | -    | DNF  |
| Vuelta a España | 37.º | -    | -    | -    | -    | -    |